# Banksia integrifolia
Banksia integrifolia är en tvåhjärtbladig växtart. Banksia integrifolia ingår i släktet Banksia och familjen Proteaceae.

## Underarter
Arten delas in i följande underarter:
- B. i. compar
- B. i. monticola